# Kanton Vernoux-en-Vivarais
Kanton Vernoux-en-Vivarais (fr. Canton de Vernoux-en-Vivarais) je francouzský kanton v departementu Ardèche v regionu Rhône-Alpes. Skládá se z devíti obcí.

## Obce kantonu
- Boffres
- Chalencon
- Châteauneuf-de-Vernoux
- Saint-Apollinaire-de-Rias
- Saint-Jean-Chambre
- Saint-Julien-le-Roux
- Saint-Maurice-en-Chalencon
- Silhac
- Vernoux-en-Vivarais